# Leonel Morales
Leonel Morales (Coripata, 1988. szeptember 2. –) afrikai származású bolíviai labdarúgó, az Universitario de Sucre hátvédje.